# محمد بن عسكر الشفشاوني
محمد بن عسكر الشفشاوني ، ( 936 هـ / 1529 م - 986 هـ / 1578 م ) . قاضي و مؤرخ .

## سيرته
هو أبو عبد الله محمد بن علي بن عمر بن الحسين بن مصباح الحسني المعروف بابن عسكر. فهو شريف حسني، ولد بمدينة شفشاون عام 936 هـ، أخذ العلم بها وبالقصر الكبير و غيرها، فتكون تكوينا متينا في الفقه والتصوف . نال ابن عسكر حظوة كبرى لدى السعديين فولوه منصب القضاء بمدينة شفشاون ثم القصر الكبير وما جاورهما من المناطق الريفية . إزدادت معارف ابن عسكر اتساعا لزياراته المتكررة للبلاط السعدي في فاس ومراكش ، فكانت هذه الزيارات فرصا أتاحت له اللقاء مع فطاحل العلماء ومناظرتهم، فغدا شخصية مرموقة في عصره .

## مؤلفاته
- دوحة الناشر لمحاسن من كان بالمغرب من مشايخ القرن العاشر

## وفاته
عند انقسام الأسرة السعدية الحاكمة أدرك ابن عسكر شؤم السياسة، وكان ممن انحاز للمتوكل الذي استصرخ بالبرتغال لإعادة ملكه، فهلك معه في معركة وادي المخازن يوم الإثنين 30 جمادى الأولى ، عام 986 هـ .